# Zidar (priimek)
Zidar je priimek več znanih Slovencev:
- Alojz Zidar (1914—2004), član organizacije TIGR, partizan in polkovnik JLA
- Andraž Zidar (*1971), mednarodni pravnik, publicist, vodja diplomatske akademije
- Anica Zidar (1936—2018), učiteljica, pisateljica
- Boštjan Zidar, enolog (Vinakoper)
- Dušan Zidar (*1962), kipar, intermedijski umetnik
- Ferdinand Zidar (1915—2003), časnikar in politik (Trst)
- Franci Zidar (*1949), direktor Kozjanskega parka (25 let), lastnik gradu Lemberg
- Ivan Zidar (1938—2021), strojni inženir, gradbeni gospodarstvenik/menedžer/podjetnik (SCT)
- Janez Zidar, zdravnik nevrolog, prof. MF
- Anja Zidar, literarna kritičarka
- Josip Zidar (1904—1974), prevajalec, leksikograf, publicist
- Jože Zidar (1927—2012), smučarski skakalec
- Judita Zidar (*1960), igralka
- Juš A.(ndraž) Zidar (*1992), gledališki režiser
- Marija Zidar (*1976), sociologinja; scenaristka in režiserka dokumentarcev
- Marjana Zidar, klinična psihologinja
- Milovan Zidar (1931—2024), agronom in politik
- Miroslav Zidar (*1941), kinolog
- Nina Zidar (*1960), medicinska raziskovalka, patologinja
- Nina Zidar Klemenčič (*1977), pravnica in odvetnica
- Pavle Zidar (1932—1992), pisatelj, književnik
- Peter Zidar (*1968), matematik, računalnikar, poljudnoznanstveni publicist
- Primož Zidar, biolog
- Simon Zidar, biolog, strokovnjak za netopirje
- Stanislav Zidar (*1942), župnik in dekan v Kranju
- Stanko Zidar (1927—2015), fotograf v Mb (& sin Orlando Zidar)
- Vojko Zidar (*1957), igralec